# Comanche County, Oklahoma
Comanche County är ett administrativt område i delstaten Oklahoma, USA, med 114 996 invånare. Den administrativa huvudorten (county seat) är Lawton. 

## Geografi
Enligt United States Census Bureau så har countyt en total area på 2807 km². 2 769 km² av den arean är land och 38 km² är vatten. 

### Angränsande countyn
- Caddo County - nord
- Grady County - nordost
- Stephens County - sydost
- Cotton County - syd
- Tillman County - sydväst
- Kiowa County - väst